# Chloe Vevrier
Chloe Vevrier (Berlín Este, Alemania Oriental; 18 de septiembre de 1968) es una actriz pornográfica y modelo erótica alemana. Es considerada una de las mejores en la historia dentro de la categoría big boobs.

## Biografía
Vevrier, nombre artístico de Andrea Irena Fischer, nació en Berlín Este en septiembre de 1968, siete años después de la construcción del Muro de Berlín. Es de ascendencia francesa y checoslovaca.
Comenzó a trabajar como bailarina de estriptis y burlesque en locales de Berlín, a la par que a realizar sus primeras sesiones fotográficas como modelo erótica. Tras la caída del Muro de Berlín en 1989, Fischer se trasladó a Londres donde comenzó a trabajar como modelo y empezó a darse a conocer con su nombre artístico definitivo.
Durante los años 1990 empezó a ganar popularidad como modelo de softcore, posando para varias revistas como Score, Gent, Juggs, Mayfair o Bachelor.
Fue en esta época cuando decidió dar el paso y entrar en la industria pornográfica como actriz en 1993, a los 23 años de edad. Desde sus inicios, trabajó para productoras como Score Entertainment, Big Top, CV Industries, Candy Andes o Pleasure Productions. Muchas de sus intervenciones en el porno serían de temática hardcore y, especialmente, lésbica.
Algunas películas de su filmografía son Hirsute Lovers, 10 Years Big Bust 4, Hirsute Lovers 3, 90's All Naturals, Busty Conquests Of Traci Topps, Chloe's Big Tit Conquests, Double D Dolls 6, Tit to Tit 4 o Ultimate Susie Wilden.
Se retiró en 2010 de las escenas, habiendo grabado un total de 40 películas como actriz.